# جون د. كينان
جون د. كينان (بالإنجليزية: John D. Keenan)‏ هو سياسي أمريكي، ولد في 4 أبريل 1965. حزبياً، نشط في الحزب الديمقراطي. وقد انتخب عضو مجلس نواب ماساتشوستس.